# Mistrzostwa Polski Seniorów w Lekkoatletyce 1975
51. Mistrzostwa Polski Seniorów w Lekkoatletyce – zawody sportowe, które rozgrywane były w Bydgoszczy na stadionie WKS Zawisza w dniach 27–29 czerwca 1975 roku.
Podczas mistrzostw ustanowiono trzy rekordy Polski: Jan Ornoch uzyskał w chodzie na 20 kilometrów czas 1;26;30,0, Bogusław Kmiecik w chodzie na 50 kilometrów 4:09:23,6, a Bronisława Ludwichowska przebiegła 3000 metrów w czasie 8:58,8. Anna Pstuś wyrównała rekord Polski w skoku wzwyż wynikiem 1,80 m.
Rywalizacja w wielobojach odbyła się w ramach Memoriału Witolda Gerutto. W zawodach startowali również zawodnicy zagraniczni. Wśród kobiet w pięcioboju zwyciężyła Vanda Nováková z Czechosłowacji z wynikiem 4049 punktów, a czwarte miejsce zajęła jej rodaczka Anna Březíková (3986 p.).

## Rezultaty
| NR – rekord Polski \| SB – najlepszy wynik w sezonie \| PB – rekord życiowy |

### Mężczyźni
| Konkurencja                        | 1. miejsce                                                                       | Rezultat     | 2. miejsce                                                                        | Rezultat     | 3. miejsce                                                                      | Rezultat   |
| Bieg na 100 metrów                 | Andrzej Świerczyński Warszawianka                                                | 10,3         | Zenon Nowosz Legia Warszawa                                                       | 10,3         | Jan Alończyk SZS-AZS Wrocław                                                    | 10,3       |
| Bieg na 200 metrów                 | Bogdan Grzejszczak Górnik Zabrze                                                 | 21,1         | Grzegorz Mądry SZS-AZS Warszawa                                                   | 21,2         | Marek Bedyński Gwardia Warszawa                                                 | 21,2       |
| Bieg na 400 metrów                 | Zbigniew Jaremski Górnik Zabrze                                                  | 46,2         | Jan Werner Gwardia Warszawa                                                       | 46,4         | Henryk Galant Lumel Zielona Góra                                                | 46,6       |
| Bieg na 800 metrów                 | Waldemar Gondek SZS-AZS Warszawa                                                 | 1:48,5       | Marian Gęsicki Zawisza Bydgoszcz                                                  | 1:48,6       | Michał Skowronek Wawel Kraków                                                   | 1:48,7     |
| Bieg na 1500 metrów                | Henryk Wasilewski Orkan Poznań                                                   | 3:43,8       | Eugeniusz Frąckowiak Gwardia Olsztyn                                              | 3:44,0       | Henryk Szordykowski Wawel Kraków                                                | 3:44,1     |
| Bieg na 5000 metrów                | Bronisław Malinowski Olimpia Grudziądz                                           | 13:46,2      | Jerzy Kowol Górnik Zabrze                                                         | 13:47,4      | Józef Ziubrak SZS-AZS Poznań                                                    | 13:48,2    |
| Bieg na 10 000 metrów              | Edward Mleczko Cracovia                                                          | 28:27,2 PB   | Henryk Nogala Oleśniczanka                                                        | 28:27,2 PB   | Zbigniew Pierzynka Wisła Kraków                                                 | 28:35,0 PB |
| Bieg na 110 metrów przez płotki    | Leszek Wodzyński Legia Warszawa                                                  | 13,4         | Mirosław Wodzyński Górnik Zabrze                                                  | 13,5         | Jan Pusty Orkan Poznań                                                          | 13,5       |
| Bieg na 400 metrów przez płotki    | Jerzy Hewelt Bałtyk Gdynia                                                       | 50,0         | Krzysztof Węglarski SZS-AZS Poznań                                                | 51,3         | Aleksander Płatek Śląsk Wrocław                                                 | 51,5       |
| Bieg na 3000 metrów z przeszkodami | Henryk Lesiuk Legia Warszawa                                                     | 8:26,6       | Kazimierz Maranda ŁKS Łódź                                                        | 8:27,8       | Leopold Tomaszewicz Flota Gdynia                                                | 8:32,0     |
| Sztafeta 4 × 100 metrów            | Gwardia Warszawa Jerzy Ługowski Jan Werner Mirosław Podkomorzy Marek Bedyński    | 40,2         | SZS-AZS Wrocław Jacek Siemiątkowski Jan Alończyk Wojciech Seidel Maciej Łagiewski | 40,4         | SZS-AZS Gdańsk Andrzej Korniak Janusz Jank Marek Biały Kazimierz Grubecki       | 41,2       |
| Sztafeta 4 × 400 metrów            | Górnik Zabrze Zbigniew Jaremski Janusz Koziarz Jerzy Pietrzyk Ryszard Nowakowski | 3:08,1       | Zawisza Bydgoszcz Ryszard Paciorek Marian Gęsicki Wiesław Pacholski Jan Michalski | 3:09,3       | SZS-AZS Warszawa Waldemar Szlendak Bogdan Skup Paweł Lankiewicz Waldemar Gondek | 3:10,1     |
| Chód na 20 kilometrów              | Jan Ornoch Flota Gdynia                                                          | 1:26:30,0 NR | Jerzy Pater Pomorze Stargard                                                      | 1:28:23,0 PB | Feliks Śliwiński Lechia Gdańsk                                                  | 1:28:59,0  |
| Chód na 50 kilometrów              | Bogusław Kmiecik Start Łódź                                                      | 4:09:23,6 NR | Marek Kasprzyk Olimpia Poznań                                                     | 4:14:01,0 PB | Bohdan Bułakowski Legia Warszawa                                                | 4:15:23,0  |
| Skok wzwyż                         | Jacek Wszoła AZS Warszawa                                                        | 2,10         | Wojciech Żurawik Spójnia Gdańsk                                                   | 2,10         | Michał Grotowski Polonia Warszawa                                               | 2,10       |
| Skok o tyczce                      | Tadeusz Ślusarski Górnik Zabrze                                                  | 5,30         | Wojciech Buciarski Legia Warszawa                                                 | 5,25         | Władysław Kozakiewicz Bałtyk Gdynia                                             | 5,15       |
| Skok w dal                         | Grzegorz Cybulski Śląsk Wrocław                                                  | 8,02         | Stanisław Jaskułka SZS-AZS Warszawa                                               | 7,72         | Andrzej Kędzierski SZS-AZS Warszawa                                             | 7,70       |
| Trójskok                           | Michał Joachimowski Budowlani Bydgoszcz                                          | 16,73        | Andrzej Sontag SZS-AZS Lublin                                                     | 16,55        | Eugeniusz Biskupski Legia Warszawa                                              | 16,54      |
| Pchnięcie kulą                     | Władysław Komar Polonia Warszawa                                                 | 19,72        | Mieczysław Bręczewski Orkan Poznań                                                | 19,03        | Edmund Antczak Lechia Gdańsk                                                    | 18,32      |
| Rzut dyskiem                       | Stanisław Wołodko Zawisza Bydgoszcz                                              | 62,76        | Zbigniew Gryżboń Górnik Zabrze                                                    | 59,16        | Leszek Gajdziński Górnik Zabrze                                                 | 57,68      |
| Rzut młotem                        | Szymon Jagliński Flota Gdynia                                                    | 70,16        | Florian Kulczyński Gryf Słupsk                                                    | 68,34        | Stanisław Lubiejewski Flota Gdynia                                              | 68,10      |
| Rzut oszczepem                     | Piotr Bielczyk SZS-AZS Warszawa                                                  | 80,36        | Zygmunt Jałoszyński Legia Warszawa                                                | 80,00        | Wiesław Sierański Zawisza Bydgoszcz                                             | 79,08      |
| Dziesięciobój                      | Ryszard Katus Gwardia Warszawa                                                   | 7941         | Ryszard Skowronek SZS-AZS Śląsk Katowice                                          | 7887         | Tadeusz Janczenko Zawisza Bydgoszcz                                             | 7687       |

### Kobiety
| Konkurencja                     | 1. miejsce                                                                        | Rezultat  | 2. miejsce                                                                          | Rezultat | 3. miejsce                                                                           | Rezultat |
| Bieg na 100 metrów              | Ewa Długołęcka Legia Warszawa                                                     | 11,3      | Danuta Jędrejek Start Lublin                                                        | 11,4     | Aniela Szubert Gwardia Warszawa                                                      | 11,6     |
| Bieg na 200 metrów              | Irena Szewińska Polonia Warszawa                                                  | 22,8      | Danuta Jędrejek Start Lublin                                                        | 23,5     | Barbara Bakulin Orkan Poznań                                                         | 23,5     |
| Bieg na 400 metrów              | Danuta Piecyk Gwardia Olsztyn                                                     | 54,0      | Zofia Zwolińska Gwardia Warszawa                                                    | 54,5     | Genowefa Nowaczyk Orkan Poznań                                                       | 56,2     |
| Bieg na 800 metrów              | Elżbieta Katolik Wisła Kraków                                                     | 2:01,2    | Barbara Waśniewska SZS-AZS Warszawa                                                 | 2:03,6   | Anna Bukis Skra Warszawa                                                             | 2:04,2   |
| Bieg na 1500 metrów             | Bronisława Ludwichowska Gwardia Olsztyn                                           | 4:17,6    | Elżbieta Katolik Wisła Kraków                                                       | 4:17,8   | Renata Pentlinowska Neptun Gdańsk                                                    | 4:18,2   |
| Bieg na 3000 metrów             | Bronisława Ludwichowska Gwardia Olsztyn                                           | 8:58,8 NR | Renata Pentlinowska Neptun Gdańsk                                                   | 9:15,4   | Celina Magala Budowlani Kielce                                                       | 9:24,8   |
| Bieg na 100 metrów przez płotki | Grażyna Rabsztyn Gwardia Warszawa                                                 | 12,7      | Teresa Nowak Gwardia Warszawa                                                       | 12,9     | Bożena Nowakowska Warszawianka                                                       | 13,4     |
| Bieg na 400 metrów przez płotki | Danuta Piecyk Gwardia Olsztyn                                                     | 58,5      | Zofia Zwolińska Gwardia Warszawa                                                    | 59,3     | Kazimiera Chlebowska Wawel Kraków                                                    | 61,3     |
| Sztafeta 4 × 100 metrów         | Polonia Warszawa Krystyna Senkara Ewa Murawska Zofia Filip Irena Szewińska        | 45,7      | Górnik Zabrze Helena Fliśnik Barbara Mika Elżbieta Gorąca Elżbieta Wojsz            | 45,9     | Gwardia Warszawa Aniela Szubert Małgorzata Bogucka Wanda Stefańska Teresa Sukniewicz | 46,1     |
| Sztafeta 4 × 400 metrów         | Skra Warszawa Katarzyna Sieradzka Bogumiła Wiśniecka Anna Bukis Danuta Manowiecka | 3:43,6    | SZS-AZS Poznań Iwona Skibicka Maria Dąbrowska Małgorzata Bargieł Grażyna Olejniczak | 3:47,2   | Gwardia Olsztyn Ewa Lindau Danuta Piecyk Bronisława Ludwichowska Zofia Kołakowska    | 3:47,7   |
| Skok wzwyż                      | Anna Pstuś Wawel Kraków                                                           | 1,80 =NR  | Danuta Hołowińska Lumel Zielona Góra                                                | 1,78     | Anna Bubała Górnik Zabrze                                                            | 1,78     |
| Skok w dal                      | Maria Długosielska SZS-AZS Warszawa                                               | 6,54      | Anna Włodarczyk SZS-AZS Warszawa                                                    | 6,54     | Krystyna Pulczyńska SZS-AZS Kraków                                                   | 6,31     |
| Pchnięcie kulą                  | Ludwika Chewińska Gwardia Warszawa                                                | 18,80     | Beata Habrzyk Górnik Zabrze                                                         | 16,91    | Janina Kalina Wisła Kraków                                                           | 16,72    |
| Rzut dyskiem                    | Halina Barucha Wisła Kraków                                                       | 56,12     | Krystyna Nadolna Spójnia Gdańsk                                                     | 54,20    | Danuta Rosani Gwardia Warszawa                                                       | 53,68    |
| Rzut oszczepem                  | Ewa Gryziecka Piast Gliwice                                                       | 61,14     | Renata Śliwińska Neptun Gdańsk                                                      | 58,30    | Daniela Jaworska Spójnia Warszawa                                                    | 58,26    |
| Pięciobój                       | Jolanta Szuba Śląsk Wrocław                                                       | 4047      | Dorota Lubowicka Śląsk Wrocław                                                      | 4006     | Barbara Jaźwicka Olimpia Poznań                                                      | 3896     |

## Biegi przełajowe
48. mistrzostwa Polski w biegach przełajowych rozegrano 23 marca w Ostrzeszowie. Seniorki rywalizowały na dystansach 2 kilometrów i 4 kilometrów, a seniorzy na 8 km i 16 km.

### Mężczyźni
| Konkurencja             | 1. miejsce                     | Rezultat | 2. miejsce                        | Rezultat | 3. miejsce                    | Rezultat |
| Bieg przełajowy (8 km)  | Edward Łęgowski Legia Warszawa | 25:24,0  | Andrzej Jarosiewicz Wawel Kraków  | 25:30,8  | Henryk Nogala Oleśniczanka    | 25:32,0  |
| Bieg przełajowy (16 km) | Jan Wawrzuta Śląsk Wrocław     | 47:54,0  | Ryszard Kopijasz Górnik Brzeszcze | 47:57,0  | Zbigniew Sawicki Wawel Kraków | 48:32,0  |

### Kobiety
| Konkurencja            | 1. miejsce                              | Rezultat | 2. miejsce                        | Rezultat | 3. miejsce                      | Rezultat |
| Bieg przełajowy (2 km) | Czesława Surdel Budowlani Szczecin      | 7:35,2   | Celina Magala Budowlani Kielce    | 7:36,0   | Anna Bełtowska SZS-AZS Kraków   | 7:37,4   |
| Bieg przełajowy (4 km) | Bronisława Ludwichowska Gwardia Olsztyn | 13:21,2  | Renata Pentlinowska Neptun Gdańsk | 13:37,0  | Monika Geisler Gwardia Warszawa | 13:47,0  |

## Półmaraton
W 1975 po raz pierwszy rozegrano mistrzostwa Polski w półmaratonie mężczyzn. Rywalizowano na dystansie 20 kilometrów. Bieg odbył się 13 kwietnia w Krakowie.
| Konkurencja | 1. miejsce                     | Rezultat  | 2. miejsce                | Rezultat  | 3. miejsce                       | Rezultat  |
| Półmaraton  | Edward Łęgowski Legia Warszawa | 1:01:25,0 | Ryszard Chudecki ŁKS Łódź | 1:01:39,2 | Henryk Piotrowski Legia Warszawa | 1:01:57,8 |

## Maraton
Maratończycy (tylko mężczyźni) rywalizowali 16 czerwca w Dębnie. Zawody miały obsadę międzynarodową; na starcie stanęło 120 zawodników, w tym ok. 40 z zagranicy. Pierwsze miejsce zajął Ron Hill z Wielkiej Brytanii, były mistrz Europy w tej konkurencji w Aten (1969), który ustanowił rekord trasy czasem 2:12:34,2. Jako drugi przybiegł Edward Łęgowski (2:13;26,0), dwa kolejne miejsca zajęli biegacze z NRD: Martin Schröder (2:13:58,2) i Bernd Arnhold (2:14:11,6), a następnie Jørgen Jensen z Danii (2:17:39,6), Janusz Dyś (2:18:22,8) i Ryszard Chudecki (2:19:36,6). Dla Łęgowskiego był to już trzeci mistrzowski tytuł w tym roku (po biegu przełajowym i półmaratonie). Jego wynik był nowym nieoficjalnym rekordem Polski.
| Konkurencja | 1. miejsce                     | Rezultat  | 2. miejsce              | Rezultat  | 3. miejsce                | Rezultat  |
| Maraton     | Edward Łęgowski Legia Warszawa | 2:13:26,0 | Janusz Dyś Start Lublin | 2:18:22,8 | Ryszard Chudecki ŁKS Łódź | 2:19:36,6 |